# Spessartbund
Der Spessartbund e. V. 1913 (kurz SB) ist ein gemeinnütziger Verein, der es sich zur Aufgabe gemacht hat, das Wandern für Jedermann zu fördern. Eingetragen ist der Verein in das Vereinsregister des Amtsgerichts Aschaffenburg (VR 118). Er ist Mitglied im Verband Deutscher Gebirgs- und Wandervereine und dessen Landesverbänden in Bayern und Hessen. Der Naturpark Spessart steht im Mittelpunkt der Arbeit des Vereins.
Das Einzugsgebiet ist das Kerngebiet des Naturparks Spessart im Mainviereck zwischen Lohr, Wertheim, Miltenberg und Aschaffenburg und reicht von Würzburg bis Frankfurt und von Bad Orb bis Tauberbischofsheim.

## Geschichte
Der Medizinstudent Karl Kihn aus Michelbach gründete am 2. Oktober 1876 den Verein Freigerichter Bund. In den folgenden Jahren bildeten sich weitere Vereine u. a. in Aschaffenburg, Frankfurt, Hanau, Lohr und Marktheidenfeld. Von diesen Vereinen bildeten sich viele Zweigvereine im gesamten Spessart. 1912 bildeten sieben Vereine eine Arbeitsgemeinschaft und gründeten 1913 in Hanau den Spessartbund. Die Eintragung in das Vereinsregister erfolgt am 13. September 1927. Später erfolgte der Beitritt zum Verband Deutscher Gebirgs- und Wandervereine.

## Gliederung
Der Verein gliedert sich nach der Fläche in 7 Gaue mit insgesamt 75 Ortsgruppen, wobei ein Gau 7 bis 16 Ortsgruppen beinhaltet.
Es werden Fachbereiche für Wandern, Ferienwandern, Jugend- und Familienarbeit, Kultur, Öffentlichkeitsarbeit, Wege und Naturschutz unterhalten.

## Ziele
Vereinszweck ist die Förderung des Wanderns für Jedermann, der Jugend- und Familienarbeit, des Naturschutzes und der Landschaftspflege, der Förderung, Pflege und Erhaltung von Kulturwerten, der Anlage und Betreuung von Wanderwegen und Hütten sowie der Herausgabe von Wanderkarten.

## Sonstiges
Der Verein betreibt 48 Schutzhütten und 23 Wanderheime, davon drei mit Übernachtungsmöglichkeit. Des Weiteren werden 4 Trekkingzeltplätze unterhalten.

## Auszeichnungen
Der Spessartbund wurde 2013 mit der Eichendorff-Plakette ausgezeichnet. Auch die folgenden Ortsgruppen erhielten diese Auszeichnung:
- 2002 Ortsgruppe Bruderbund Gemütlichkeit Waldaschaff[4]
- 2013 Gesellschaftsklub Fidelio[3]
- 2013 Ortsgruppe Wanderfreunde Tauberbischofsheim[3]